# Ривердейл (телесериал)
«Ривердейл» (англ. Riverdale) — американская телевизионная подростковая драма, основанная на комиксах Арчи. Шоу было разработано главным креативным директором Archie Comics Роберто Агирре-Сакаса для телеканала The CW.
7 марта 2017 года канал The CW продлил телесериал на второй сезон, премьера которого состоялась 11 октября 2017 года. 2 апреля 2018 года сериал был продлён на третий сезон. Его премьера состоялась 10 октября 2018 года. Перед окончанием второго сезона сериал был выкуплен компанией Netflix и официально вошёл в состав сериалов Netflix Original. 31 января 2019 года телеканал The CW продлил сериал на четвёртый сезон. 5 марта 2019 года съёмки сериала были ненадолго приостановлены, чтобы переписать сценарий финальных эпизодов третьего сезона в связи со смертью одного из главных актёров сериала: Люк Перри, играющий роль Фреда Эндрюса, скончался от инсульта 4 марта 2019 года в Лос-Анджелесе. В 2020 году вышел спин-офф сериала под названием «Кэти Кин», пилот которого был заказан каналом в январе 2019 года. 7 января 2020 года сериал был продлён на пятый сезон, премьера которого состоялась 21 января 2021 года. 3 февраля 2021 года сериал был продлён на шестой сезон. Премьера шестого сезона состоялась 16 ноября 2021 года. 22 марта 2022 года телесериал был продлен на финальный седьмой сезон премьера которого состоялась 30 марта 2023 года.

## Сюжет

### Сезон 1
В сериале рассказывается об Арчи Эндрюсе и его друзьях, проживающих в небольшом и безопасном городке Ривердейл. После неожиданного убийства юного Джейсона Блоссома (брат Шерил Блоссом) ребята начинают углубляться в мрачные тайны города, который уже никогда не будет безопасным. Но всё оказывается куда запутаннее, поскольку Полли Купер (сестра Бэтти Купер) беременна от Джейсона Блоссома.

### Сезон 2
В Ривердейле появился серийный убийца «Чёрный Капюшон», цель которого очистить город от всех грешников. Для ребят это дело носит уже личный характер, и они намерены разгадать его личность. Параллельно с этим в город возвращается Хайрам Лодж, у которого свои криминальные планы на Ривердейл.

### Сезон 3
Начинается выпускной год, на который Арчи Эндрюс может не попасть из-за обвинений в убийстве и последующего заключения в тюрьме. В городе появляется странное существо «Король Горгулий», распространяющее свою смертельную игру под названием «Грифоны и Горгульи» и желающее поработить всех, кто ему попадётся под руку.

### Сезон 4
В этом сезоне Арчи Эндрюс потерял своего отца. Накануне Хэллоуина жители городка получают таинственные кассеты с многочасовыми видеозаписями их жилых домов. Джагхед обустраивается в новой школе «Стоунволл», в которой их с Бетти будут ждать новые тайны. Кроме того, проблемой для старшеклассников станет и новый директор школы Ривердейла — мистер Хани.

### Сезон 5
Старшеклассники выпускаются из школы, но из-за неуспеваемости Арчи не может поступить в универ вместе со своими друзьями, и он добровольно уходит в армию. На этом жизнь подростков не заканчивается. Уже спустя семь лет друзей сведёт новая тайна, и они снова соберутся в Ривердейле и раскроют эту тайну.

### Сезон 6
6 сезон переносит зрителя в сюрреалистический мир, то есть Ривердейл становится Ривервейлом. Вероника и Рэджи — правящая городом парочка, Джагхед и Табита живут вместе. Но эта гармония вряд ли продлится долго, ведь Шерил хочет вернуть всё «на свои места». Первым шагом она провела обряд, в ходе которого Арчи был принесен в жертву. После этого появляется существо под названием «Обреченный дух материнства», она забирает детей, в том числе и не рождённых. Идёт новая битва за Ривердейл. Обо всем произошедшем помнит лишь один Джагхед. Останутся ли они такими же подростками?

### Сезон 7
После неудачной попытки остановить метеорит и спасти город герои переносятся в 1950-е годы. Они снова становятся подростками и учатся в старшей школе, однако все забыли прежнюю жизнь. Героям предстоит справиться с проблемами того времени: резкая цензура, презрение по отношению к представителям ЛГБТ-сообщества и афроамериканцам, маньяки-убийцы, коммунизм и т. д.

## Актёры и персонажи

### Основной состав
= Главная роль в сезоне
     = Второстепенная роль в сезоне
     = Гостевая роль в сезоне
     = Не появляется
     = Хроника
| Актёр                     | Персонаж                             | Появление в сезонах | Появление в сезонах | Появление в сезонах | Появление в сезонах | Появление в сезонах | Появление в сезонах | Появление в сезонах | Появление в сезонах |
| Актёр                     | Персонаж                             | 1                   | 2                   | 3                   | 4                   | 5                   | 6                   | 7                   | Эпизоды             |
| ------------------------- | ------------------------------------ | ------------------- | ------------------- | ------------------- | ------------------- | ------------------- | ------------------- | ------------------- | ------------------- |
| Кей Джей Апа              | Арчибальд «Арчи» Эндрюс              | 13                  | 22                  | 22                  | 19                  | 19                  | 19                  | 20                  | 134                 |
| Лили Рейнхарт             | Элизабетт «Бэтти» Купер              | 13                  | 22                  | 22                  | 19                  | 19                  | 22                  | 20                  | 137                 |
| Камила Мендес             | Веро́ника Лодж                        | 13                  | 22                  | 22                  | 19                  | 18                  | 22                  | 20                  | 136                 |
| Коул Спроус               | Форсайт Пэндлтон «Джагхед» Джонс III | 13                  | 22                  | 22                  | 19                  | 18                  | 22                  | 20                  | 136                 |
| Марисоль Николс           | Гермиона Лодж                        | 13                  | 20                  | 15                  | 11                  | 5                   | 1                   | 2                   | 67                  |
| Мэделин Петш              | Шерил Блоссом                        | 12                  | 21                  | 20                  | 18                  | 19                  | 21                  | 20                  | 131                 |
| Эшли Мюррей               | Джози Маккой                         | 7                   | 17                  | 14                  | 1                   | 1                   |                     | 1                   | 41                  |
| Мэдхен Эмик               | Элис Купер (Смит)                    | 12                  | 20                  | 19                  | 16                  | 16                  | 21                  | 13                  | 118                 |
| Люк Перри                 | Фредерик «Фред» Эндрюс               | 13                  | 20                  | 13                  | 1                   | 1                   |                     |                     | 48                  |
| Марк Консуэлос            | Хайрам Лодж                          |                     | 21                  | 20                  | 17                  | 17                  | 1                   | 1                   | 77                  |
| Кейси Котт                | Кевин Келлер                         | 13                  | 21                  | 20                  | 19                  | 17                  | 20                  | 18                  | 128                 |
| Скит Ульрих               | Форсайт Пэндлтон «ЭфПи» Джонс II     | 8                   | 17                  | 20                  | 17                  | 3                   |                     |                     | 65                  |
| Росс Батлер Чарльз Мелтон | Рэджи Мэнтл                          | 6                   | 15                  | 16                  | 13                  | 16                  | 19                  | 12                  | 97                  |
| Ванесса Морган            | Антуанетта «Тони» Топаз              |                     | 17                  | 17                  | 18                  | 12                  | 19                  | 16                  | 99                  |
| Дрю Рэй Тэннер            | Фэнкс Фогарти                        |                     | 12                  | 17                  | 8                   | 15                  | 20                  | 17                  | 89                  |
| Эринн Уэстбрук            | Табита Тейт                          |                     |                     |                     |                     | 15                  | 20                  | 4                   | 39                  |
| Всего эпизодов            | Всего эпизодов                       | 13                  | 22                  | 22                  | 19                  | 19                  | 22                  | 20                  | 137                 |

- Арчибальд «Арчи» Эндрюс — старшеклассник, пишет музыку, берёт индивидуальные уроки у Мисс Гранди и играет на гитаре, вопреки отцу и футбольному тренеру[15]. С детства были лучшими друзьями с Бетти Купер
- Элизабетт «Бэтти» Купер — умная и милая девушка, которая давно влюблена в своего лучшего друга Арчи. Начала общаться с Вероникой, так как устала быть идеальной дочерью, студенткой и сестрой.
- Элис Купер — мать Бетти, являющаяся редактором местной газеты. Она перфекционист, которая взваливает слишком высокие ожидания на свою дочь[16]. В третьем сезоне попала в секту, именующуюся «Ферма». В начале сезона убивает главу фермы Эдгара Эверневера.
- Веро́ника Лодж — умная, уверенная в себе старшеклассница, которая возвращается в Ривердейл из Нью-Йорка, пытаясь начать новую жизнь после скандала, связанного с её отцом[17].
- Гермиона Лодж — мать Вероники, жена Хирома, новый мэр Ривердейла[18].
- Хайрам Лодж — отец Вероники, муж Гермионы Лодж. Влиятельный человек и владелец фирмы «Lodge Industries». Отсидел в тюрьме пять месяцев, после чего вернулся в семью. Впервые появился в 1 серии 2 сезона. В 4 сезоне становится мэром города.
- Форсайт Пэндлтон «Джагхед» Джонс III — лучший друг Арчи, новый глава банды «Змеи Саутсайда»
- Форсайт Пэндлтон «ЭфПи» Джонс II — бывший глава преступной банды мотоциклистов «Змеи Саутсайда», которые живут и работают в южной части Ривердейла. Ныне новый шериф Ривердейла. Отец Джагхэда и Джеллибин, муж Глэдис[19][20]. Состоит в любовной связи с Элис Смит.
- Шерил Блоссом — богатая девушка-манипулятор, которая потеряла брата-близнеца в загадочной катастрофе, встречалась с Тони Топаз, пара рассталась[21]. В 6 сезоне возобновила отношения со своей возлюбленной из прошлого Хезер.
- Джози Маккой — высокомерная и амбициозная девушка, которая является солисткой музыкальной группы «Джози и кошечки»[15], встречалась с Арчи. В 3 сезоне уехала из Ривердейла.
- Фредерик «Фред» Эндрюс — отец Арчи, владеющий строительной фирмой. Надеется, что сын когда-нибудь возьмёт на себя семейный бизнес[22]. По причине смерти актёра Люка Перри персонажа убрали из сериала.
- Кевин Келлер — популярный ученик средней школы. Лучший друг Бетти Купер. Открытый гей[23][24].
- Рэджи Мэнтел[25] — давний друг Арчи и городской шутник[26]. После одного сезона Росс Батлер покинул шоу из-за загруженности в других проектах. В последующих сезонах роль Реджи будет играть другой актёр, Чарльз Мелтон. Встречался с Вероникой, однако пара рассталась[27].
- Антуанетта «Тони» Топаз — студентка Саутсайд-Хай и член змеев в Саутсайде, ученица школы Ривердейла, подруга Джагхеда, девушка Шерил Блоссом.

### Второстепенный состав
| Актёр                    | Персонаж                 | Появление в сезонах | Появление в сезонах | Появление в сезонах | Появление в сезонах | Появление в сезонах | Появление в сезонах | Появление в сезонах | Появление в сезонах |
| Актёр                    | Персонаж                 | 1                   | 2                   | 3                   | 4                   | 5                   | 6                   | 7                   | Эпизоды             |
| ------------------------ | ------------------------ | ------------------- | ------------------- | ------------------- | ------------------- | ------------------- | ------------------- | ------------------- | ------------------- |
| Лохлин Манро             | Хэл Купер                | 12                  | 17                  | 7                   | 2                   | 2                   | 4                   | 10                  | 54                  |
| Сара Хабель              | Джеральдин Гранди        | 4                   | 2                   |                     |                     |                     | 3                   | 4                   | 13                  |
| Ашанти Бромфилд          | Мелоди Валентайн         | 10                  | 6                   |                     |                     | 1                   |                     |                     | 17                  |
| Айри Хайлеу              | Валери Браун             | 11                  | 4                   |                     |                     | 1                   |                     |                     | 16                  |
| Натали Болтт             | Пенелопа Блоссом         | 11                  | 15                  | 11                  | 5                   | 8                   | 2                   | 10                  | 62                  |
| Тревор Стайнс            | Джейсон Блоссом          | 10                  | 1                   | 1                   | 2                   | 1                   | 5                   | 1                   | 21                  |
| Барклей Хоуп             | Клиффорд Блоссом         | 11                  | 1                   |                     | 2                   |                     | 1                   | 8                   | 23                  |
| Барклей Хоуп             | Клаудий Блоссом          |                     | 5                   | 2                   |                     |                     |                     |                     | 7                   |
| Коуди Кирсли             | Мармадюк (Лось) Мейсон   | 10                  | 11                  | 9                   | 3                   | 1                   | 6                   |                     | 40                  |
| Колин Лоуренс            | тренер Флойд Клейтон     | 4                   | 1                   |                     | 1                   |                     |                     |                     | 6                   |
| Элвин Сандерс            | Поп Тейт                 | 6                   | 12                  | 12                  | 11                  | 5                   | 14                  | 9                   | 69                  |
| Том Макбет               | Смитерс                  | 5                   | 2                   | 1                   | 1                   | 6                   | 2                   | 5                   | 22                  |
| Тира Скоуби              | Полли Купер              | 8                   | 5                   | 7                   | 3                   | 3                   | 5                   | 2                   | 33                  |
| Роб Рако                 | Хоакин Десантос          | 5                   | 1                   | 4                   |                     |                     |                     |                     | 10                  |
| Мартин Камминс           | Том Келлер               | 10                  | 17                  | 10                  | 6                   | 10                  | 11                  | 13                  | 77                  |
| Робин Гивенс             | Сиерра Маккой            | 7                   | 13                  | 7                   | 1                   | 1                   |                     |                     | 29                  |
| Молли Рингуолд           | Мэри Эндрюс              | 3                   | 3                   | 4                   | 12                  | 3                   | 2                   | 9                   | 36                  |
| Питер Джеймс Брайант     | директор Уолдо Уэзерби   | 6                   | 11                  | 8                   | 1                   | 10                  | 4                   | 2                   | 41                  |
| Шеннон Пёрсер            | Этель Маггс              | 3                   | 4                   | 6                   | 1                   |                     | 2                   | 10                  | 26                  |
| Кэйтлин Митчелл-Маркович | Джинджер Лопес           | 7                   |                     |                     |                     |                     |                     |                     | 7                   |
| Оливия Райан Штерн       | Тина Патель              | 6                   |                     |                     |                     |                     |                     |                     | 6                   |
| Мейджор Курда            | Дилтон Дойли             | 3                   | 3                   | 2                   |                     |                     | 1                   | 16                  | 25                  |
| Барбара Уоллес           | Роуз Блоссом             | 2                   | 5                   | 4                   | 9                   | 11                  | 15                  | 4                   | 50                  |
| Скотт МакНил             | Тол Бой                  | 1                   | 7                   | 2                   |                     |                     |                     |                     | 10                  |
| Харт Дентон              | Чик                      |                     | 10                  | 1                   | 1                   | 1                   |                     |                     | 13                  |
| Джордан Коннор           | СвитПи                   |                     | 15                  | 14                  | 2                   | 4                   |                     |                     | 35                  |
| Эмилия Баранак           | Мидж Кламп               |                     | 8                   | 1                   |                     |                     |                     | 14                  | 23                  |
| Беверли Блейер           | сестра Вудхаус           |                     | 4                   | 5                   |                     |                     |                     | 2                   | 11                  |
| Стефан Майерс            | Андре                    |                     | 7                   |                     |                     |                     |                     |                     | 7                   |
| Джон Белманн             | агент Артур Адамс        |                     | 5                   |                     |                     |                     |                     |                     | 5                   |
| Брит Морган              | Пэнни Пибоди             |                     | 7                   | 4                   |                     |                     |                     |                     | 11                  |
| Грэм Филлипс             | Ник Сент-Клер            |                     | 4                   |                     | 1                   |                     | 1                   |                     | 6                   |
| Мозес Тиссен             | Бен Баттон               |                     | 4                   | 2                   | 1                   |                     | 1                   | 8                   | 16                  |
| Хендерсон Уэйд           | шериф Майкл Минетта      |                     | 3                   | 5                   |                     |                     |                     |                     | 8                   |
| Джулиан Хэйг             | Элио Фернандез           |                     | 1                   | 7                   |                     |                     |                     |                     | 8                   |
| Зои Де Гранд Мезон       | Эвелин Эверневер         |                     |                     | 14                  | 3                   |                     |                     | 5                   | 22                  |
| Тринити Ликинс           | Джеллибин Джонс          |                     |                     | 10                  | 10                  | 3                   |                     |                     | 23                  |
| Джина Гершон             | Глэдис Джонс             |                     |                     | 8                   |                     |                     |                     |                     | 8                   |
| Элай Гори                | Монро «Мэд Дог» Мур      |                     |                     | 7                   | 6                   |                     |                     |                     | 13                  |
| Бернадетта Бек           | Персик                   |                     |                     | 7                   | 2                   |                     |                     |                     | 9                   |
| Чад Майкл Мюррей         | Эдгар Эверневер          |                     |                     | 7                   | 2                   |                     |                     |                     | 9                   |
| Николай Вич              | доктор Кёрдл-мл.         |                     |                     | 7                   | 3                   | 5                   | 11                  | 2                   | 28                  |
| Мэрион Эйсман            | Дорис Белл               | 1                   | 2                   | 2                   | 7                   | 6                   | 1                   | 2                   | 21                  |
| Уайатт Нэш               | Чарльз Смит-Джонс        |                     |                     | 1                   | 12                  | 4                   | 2                   |                     | 19                  |
| Керр Смит                | директор Холден Хани     |                     |                     |                     | 9                   |                     |                     |                     | 9                   |
| Сэм Уитвер               | Руперт Чиппинг           |                     |                     |                     | 5                   |                     |                     |                     | 5                   |
| Доралинн Муи             | Джоан Беркли             |                     |                     |                     | 14                  |                     |                     |                     | 14                  |
| Шон Депнер               | Брет Уэстон Уоллис       |                     |                     |                     | 15                  | 2                   |                     | 2                   | 19                  |
| Сара Дежарден            | Донна Свитт              |                     |                     |                     | 15                  | 1                   |                     |                     | 16                  |
| Алекс Барима             | Джонатан                 |                     |                     |                     | 12                  |                     |                     |                     | 12                  |
| Малькольм Стюарт         | Фрэнсис Дюпон            |                     |                     |                     | 11                  |                     |                     |                     | 11                  |
| Джонатан Уайтселл        | Курц                     |                     |                     |                     | 5                   |                     |                     |                     | 5                   |
| Мишель Прада             | Эрмоса Лодж              |                     |                     |                     | 7                   | 2                   | 2                   |                     | 11                  |
| Райан Роббинс            | Фрэнк Эндрюс             |                     |                     |                     | 4                   | 9                   | 13                  | 13                  | 39                  |
| Крис Мэйсон              | Чад Гекко                |                     |                     |                     |                     | 7                   |                     |                     | 7                   |
| Соммер Карбучча          | капрал Эрик Джексон      |                     |                     |                     |                     | 8                   |                     |                     | 8                   |
| Аделин Рудольф           | Минерва Марбл            |                     |                     |                     |                     | 5                   |                     |                     | 5                   |
| Грейстон Холт            | Глен Скот                |                     |                     |                     |                     | 5                   | 3                   | 2                   | 10                  |
| Питер Келамис            | Сэм Пански               |                     |                     |                     |                     | 6                   | 1                   |                     | 7                   |
| Кира Леру                | Брайта Бич               |                     |                     |                     |                     | 6                   | 11                  |                     | 17                  |
| Бентли Стортебум         | Дагвуд Блоссом           |                     |                     |                     |                     | 4                   | 6                   |                     | 10                  |
| Аликс Уэст Лефлер        | Джунипер Блоссом         |                     |                     |                     |                     | 4                   | 5                   |                     | 9                   |
| Элисон Арая              | Джанет Вайс              | 1                   | 1                   | 2                   | 1                   | 1                   | 4                   |                     | 10                  |
| Мэттью Ян Кинг           | Марти Мантла             |                     |                     | 2                   | 1                   | 1                   | 4                   |                     | 8                   |
| Андрес Сото              | Карлос                   |                     |                     |                     | 2                   |                     | 4                   |                     | 6                   |
| Крис О’Ши                | Персиваль Пикенс         |                     |                     |                     |                     |                     | 16                  |                     | 16                  |
| Квинни Ву                | агент Марша Лин          |                     |                     |                     |                     |                     | 5                   |                     | 5                   |
| София Татум              | агент Джиллиан Дрейк     |                     |                     |                     |                     |                     | 5                   |                     | 5                   |
| Кэролайн Дэй             | Хезер                    |                     |                     |                     |                     |                     | 8                   |                     | 8                   |
| Элейна Хаффман           | Твайла Твист             |                     |                     |                     |                     |                     | 4                   | 3                   | 7                   |
| Николас Бараш            | Джулиан Блоссом          |                     |                     |                     |                     |                     |                     | 18                  | 18                  |
| Уильям Макдональд        | директор Феликс Фезерхед |                     |                     |                     |                     |                     |                     | 15                  | 15                  |
| Малькольм Стюарт         | доктор Фридрих Вертерс   |                     |                     |                     |                     |                     |                     | 15                  | 15                  |
| Карл Уолкотт             | Клэй Уокер               |                     |                     |                     |                     |                     |                     | 18                  | 18                  |
| Гарри Чалк               | Эл Филдстоун             |                     |                     |                     |                     |                     |                     | 10                  | 10                  |
| Мэтти Финочио            | Милкмен                  |                     |                     |                     |                     |                     |                     | 4                   | 4                   |
| Всего эпизодов           | Всего эпизодов           | 13                  | 22                  | 22                  | 19                  | 19                  | 22                  | 20                  | 137                 |

- Хезер — библиотекарь из Гриндэйла, ранее была возлюбленной Шерил Блоссом в подростковом возрасте. В 6 сезоне возвращается в Ривердейл, после получения электронного письма от Шерил и сообщает, что она ведьма из могущественного ковена. Они воссоединились вновь, после признания Шерил в её чувствах к Хезер.
- Джеральдин Гранди — молодая учительница музыки в Ривердейле, которая имела романтические и сексуальные отношения с Арчи. Переехала в Ривердейл после развода с мужем, который унижал её. Настоящее имя Дженнифер Гибсон[28]. Убитая серийным маньяком по прозвищу «Чёрный Капюшон»
- Хэл Купер — отец Бетти и Полли, муж Элис Купер. Во втором сезоне выяснилось, что он является маньяком по прозвищу «Чёрный Капюшон», ныне сидит в тюрьме. В третьем сезоне подстраивает побег при переезде в другую тюрьму, отрубив руку, чтобы считаться погибшим. На деле является сообщником Короля Гаргулий и Пенелопы Блоссом. В конце третьего сезона погибает от рук Пенелопы Блоссом.
- Мелоди Валентайн — барабанщица в группе «Джози и кошечки».
- Валери Браун — автор песен, бас-гитарист и бэк-вокалист популярной группы «Джози и кошечки», одно время встречалась с Арчи.
- Пенелопа Блоссом — мать Шерил и Джейсона. Именно она начинает игру «Гриффоны и Горгульи», чтобы очистить «грязный» город. В конце третьего сезона скрывавется.
- Клиффорд Блоссом — отец Шерил и Джейсона. Убил собственного сына Джейсона.
- Клавдий Блоссом — брат-близнец Клиффорда, дядя Шерил и Джейсона.
- Мармадюк (Мус) Мейсон — друг Арчи, скрывающий свою бисексуальность[26].
- Тренер Клейтон — отец Чака и тренер футбольной команды.
- Смитерс — дворецкий семьи Лодж[19].
- Поп Тейт — владелец ресторана «У Попа».
- Джейсон Блоссом — брат-близнец Шерил, убийство которого повергло в шок весь Ривердейл. Имел романтические отношения с сестрой Бетти, Полли Купер, которая родила от него близнецов.
- Том Келлер — шериф Ривердейла и отец Кевина. Новый муж Сиерры.
- Сиерра Маккой — бывший мэр Ривердейла и мать Джози Маккой[29]. Новая жена Тома.
- Уолдо Уэзерби — директор школы Ривердейла.
- Этель Маггс — в комиксах была влюблена в Джагхеда, но в телесериале она найдёт другую любовь. Объединяется с Вероникой и Бетти в мести Чаку, осквернившему имена многих девушек с друзьями футболистами[30].
- Полли Купер  — старшая сестра Бетти, дочь Элис и Хэла Купер. Встречалась с Джейсоном Блоссомом, родила от него близнецов. В 3 сезоне состояла в ферме. В 4 сезоне лежит в психиатрической больнице.
- Хоакин Десантос — самый молодой член банды «Змеи Саутсайда», которого связывают романтические отношения с Кевином и причастность к убийству Джейсона Блоссома (4 эпизод)[31].
- Фэнгс «Клык» Фогарти — студент Саутсайд-Хай и член змеев в Саутсайде, ученик школы Ривердейла
- Свит Пи — студент Саутсайд-Хай и член змеев в Саутсайде, ученик школы Ривердейла
- Чик (настоящая фамилия неизвестна) — представился братом Бетти и Полли, сказав что убил настоящего брата. Считалось, что его убил Чёрный Капюшон, однако в конце 3 сезона выяснилось, что Хэл его пощадил. При помощи Пенелопы стал Королём Горгулий, покрасив волосы в рыжий, выдавая себя за Джейсона Блоссома. В 4 сезоне сидит в тюрьме. Любовник Чарльза Смита.
- Пэнни Пибоди — юрист, бывший член змеев в Саутсайде.
- Артур Адамс — специальный агент ФБР, которому помогает Арчи во второй половине 2-го сезона. Расследует дела Хайрома Лоджа. Адамс упоминает, что сам родился и вырос в Ривердейле, поэтому начальство отправило именно его. Впоследствии оказывается, что на самом деле Адамс является капо в мафиозном клане Лоджа и был подослан к Арчи для «проверки».
- Эдгар Эверневер — руководитель секты «Ферма», муж Эвелин. Вырезает органы у состоящих в «Ферме» людей. В конце 3 сезона погибает от рук Элис Смит.
- Эвелин Эверневер — жена Эдгара, прикидывавшаяся его дочерью, дабы вербовать в «Ферму» школьников. Сидит в тюрьме.
- Глэдис Джонс — мать Джагхэда и Джеллибин, жена ЭфПи. Вернулась в Ривердейл чтобы завладеть наркобизнесом. В конце 3 сезона покидает город.
- Форсития Пэнделтон (Джеллибин) Джонс — сестра Джагхэда, дочь ЭфПи и Глэдис.
- Чарльз Смит — агент ФБР, который расследует дело о ферме, внедрив в неё свою мать, Элис. Настоящий брат Бетти и Полли, сводный брат Джагхэда. Любовник Чика.

### Приглашённые актёры
| Актёр               | Персонаж            | Появление в сезонах | Появление в сезонах | Появление в сезонах | Появление в сезонах | Появление в сезонах | Появление в сезонах |
| Актёр               | Персонаж            | 1                   | 2                   | 3                   | 4                   | 5                   | Эпизоды             |
| ------------------- | ------------------- | ------------------- | ------------------- | ------------------- | ------------------- | ------------------- | ------------------- |
| Рауль Кастильо      | Оскар               | 1                   |                     |                     |                     |                     | 1                   |
| Джордан Кэллоуэй    | Чак Клейтон         | 2                   | 3                   |                     |                     |                     | 5                   |
| Кэмерон Макдональд  | Джозеф Свенсон      |                     | 3                   |                     |                     |                     | 3                   |
| Томми Мартинес      | Малакай             |                     | 3                   | 1                   |                     |                     | 4                   |
| Моисей Тисен        | Бен Баттон          |                     |                     | 3                   |                     |                     | 3                   |
| Уильям Макдональд   | Уорден Нортон       |                     |                     | 4                   |                     |                     | 4                   |
| Майкл Консуэлос     | молодой Хайром Лодж |                     |                     | 1                   |                     |                     | 1                   |
| Пенелопа Энн Миллер | Мисс Райт           |                     |                     | 1                   |                     |                     | 1                   |
| Келли Мария Рипа    | Миссис Малврей      |                     |                     | 1                   |                     |                     | 1                   |
| Нико Бустаманте     | Рикки Десантос      |                     |                     | 3                   |                     |                     | 3                   |
| Саймон Хасси        | майор Маркус Мейсон |                     |                     | 2                   |                     |                     | 2                   |
| Райли Кио           | Лори Лейк           |                     |                     | 1                   |                     |                     | 1                   |
| Шеннен Доэрти       | Женщина             |                     |                     |                     | 1                   |                     | 1                   |
| Люси Хейл           | Кети Кин            |                     |                     |                     | 1                   | 1                   | 2                   |
| Зейн Хольц          | КейО Келли          |                     |                     |                     | 1                   | 1                   | 2                   |
| Всего эпизодов      | Всего эпизодов      | 13                  | 22                  | 22                  | 19                  | 19                  | 95                  |

- Дилтон Дойли — ученик школы Ривердейла и лидер отряда бойскаутов.[19]. Первоначально на роль Дилтона был утверждён Дэниэл Янг[26].
- Чак Клейтон[19] — сын тренера Клейтона, пользуясь данным положением осквернил имена многих девушек вместе с друзьями-футболистами, однако был отомщён Бетти и Вероникой. Во 2 сезоне сыграл в мюзикле по мотивам фильма Кэрри.
- Оскар — успешный автор песен из Нью-Йорка, который соглашается работать в колледже Ривердейла профессором (5 эпизод)[32].
- Мэри Эндрюс — мать Арчи, которая бросила его 2 года назад, чтобы «следовать за своими мечтами», но возвращается в Ривердейл, когда она понадобилась своей семье. Она не только воссоединяется с Арчи и с мужем Фредом, но и с бывшими школьными друзьями, Гермионой и Элис (10, 11 эпизоды)[33].
- Джозеф (Конвэй) Свенсон — уборщик в старшей школе Ривердейл. Был подставным Чёрным Капюшоном.
- Ник Сент-Клер — друг Вероники Лодж из Нью-Йорка. Пытался изнасиловать Шерил Блоссом, однако Вероника и Джози с кошечками успели её защитить.
- Бен Баттон — друг Дилтона Дойли. Был убит Королём Горгулий.
- Уордон Нортон — смотритель в колонии, в которую попал Арчи.
- Мисс Райт — прокурор, по чьей вине Арчи попал в колонию.
- Шериф Майкл Миннета — был назначен шерифом после отставки Тома Келлера. Подчинялся Хайрому Лоджу, любил деньги. Был любовником Гермионы Лодж, однако потом был убит ею.

## Эпизоды
| Сезон | Сезон | Эпизоды | Оригинальная дата выхода | Оригинальная дата выхода | Рейтинг Нильсена | Рейтинг Нильсена             |
| Сезон | Сезон | Эпизоды | Премьера сезона          | Финал сезона             | Ранк             | Зрители (в млн с учётом DVR) |
| ----- | ----- | ------- | ------------------------ | ------------------------ | ---------------- | ---------------------------- |
|       | 1     | 13      | 26 января 2017           | 11 мая 2017              | 154              | 1,69                         |
|       | 2     | 22      | 11 октября 2017          | 16 мая 2018              | 173              | 2,12                         |
|       | 3     | 22      | 10 октября 2018          | 15 мая 2019              | 166              | 1,74                         |
|       | 4     | 19      | 9 октября 2019           | 6 мая 2020               | 122              | 1,35                         |
|       | 5     | 19      | 20 января 2021           | 6 октября 2021           | 145              | 1,01                         |
|       | 6     | 22      | 16 ноября 2021           | 31 июля 2022             | 133              | 0.46                         |
|       | 7     | 20      | 29 марта 2023            | 23 августа 2023          | 129              | 0.39                         |

## Разработка и производство
Первоначально телесериал разрабатывался для канала FOX в 2014 году. Позже телеканал отказался от этой затеи. В 2015 году телесериал перебрался на канал The CW, который официально заказал пилотную серию 29 января 2016 года. Съёмки пилота начались 14 марта 2016 года и закончились 1 апреля. Производство оставшихся 12 эпизодов первого сезона начались 7 сентября в Ванкувере.
Руку можно сломать даже о пенопласт. В одной из сцен Кей Джей Апа должен был пробить замаскированный под лёд вспененный пластик, но перестарался и получил перелом. Из-за мороза, который стоял на улице, актер даже не сразу понял, что случилось.
7 марта 2017 года канал The CW продлил телесериал на второй сезон, съёмки которого должны начаться в середине июня 2017 года. Также сериал был продлён на 4 сезон.
25 апреля 2017 года было объявлено, что Марк Консуэлос появится во втором сезоне телесериал в роли отца Вероники Лодж, Хайрома Лоджа. 12 мая 2017 года на роль Реджи во втором сезоне был выбран Чарльз Мелтон. Росс Батлер покинул телесериал из-за съёмок в сериале «13 причин почему». В тот же день было объявлено, что во втором сезоне актёр Кейси Котт будет играть в регулярном составе.
2 апреля 2018 года сериал был продлён на третий сезон. Сценаристы утверждают, что в этом сезоне зрители больше узнают о семье Джагхеда и тайных планах Хайрома.
В 2020 году из-за пандемии съемки сериала приостановились. На тот момент не успели доснять 4 сезон, а именно последние три серии. Создатели сериала приняли решение выпустить уже готовый материал, а недоснятые три серии включить в состав пятого сезона.

## Отзывы критиков
Телесериал получил в целом положительные отзывы кинокритиков. На сайте Rotten Tomatoes фильм имеет рейтинг 89 % на основе 50 рецензий со средним баллом 7.3 из 10. На сайте Metacritic фильм имеет оценку 68 из 100 на основе 36 рецензий критиков, что соответствует статусу «в целом положительные отзывы».

## Награды и номинации
| Награды и номинации | Награды и номинации    | Награды и номинации                                           | Награды и номинации                                            | Награды и номинации |
| Год                 | Награда                | Категория                                                     | Номинант                                                       | Результат           |
| ------------------- | ---------------------- | ------------------------------------------------------------- | -------------------------------------------------------------- | ------------------- |
| 2017                | Премия «Сатурн»        | «Лучший телесериал в жанрах экшн/триллер»                     | Ривердейл                                                      | Победа              |
| 2017                | Премия «Сатурн»        | «Лучший молодой актёр или актриса в телесериале»              | Кей Джей Апа                                                   | Номинация           |
| 2017                | Премия «Сатурн»        | «Лучший прорыв: актёр телесериала»                            | Кей Джей Апа                                                   | Победа              |
| 2017                | Leo Awards             | «Лучший дизайн: драматический сериал»                         | Ривердейл (Тайлер Харрон — Пилот: 1 глава)                     | Номинация           |
| 2017                | Teen Choice Awards     | «Лучший драматический сериал»                                 | Ривердейл                                                      | Победа              |
| 2017                | Teen Choice Awards     | «Лучший актёр драматического сериала»                         | Коул Спроус                                                    | Победа              |
| 2017                | Teen Choice Awards     | «Лучший прорыв: телесериал»                                   | Ривердейл                                                      | Победа              |
| 2017                | Teen Choice Awards     | «Лучший прорыв: актёр телесериала»                            | Кей Джей Апа                                                   | Номинация           |
| 2017                | Teen Choice Awards     | «Лучший прорыв: актёр телесериала»                            | Лили Рейнхарт                                                  | Победа              |
| 2017                | Teen Choice Awards     | «Лучшая пара телесериала»                                     | #BUGHEAD (Лили Рейнхарт и Коул Спроус)                         | Победа              |
| 2017                | Teen Choice Awards     | «Вспышка гнева»                                               | Мэделин Петш                                                   | Победа              |
| 2017                | Teen Choice Awards     | «Похититель сцены»                                            | Камила Мендес                                                  | Победа              |
| 2018                | Leo Awards             | «Лучший драматический сериал»                                 | Ривердейл                                                      | Номинация           |
| 2018                | Leo Awards             | «Лучший дизайн: драматический сериал»                         | Ривердейл (Тони Вольгемут — Поцелуй перед смертью: 14 глава)   | Победа              |
| 2018                | Leo Awards             | «Лучшая кинематография в драматическом сериале»               | Ривердейл (Брендан Уэгама — Дом Дьявола: 21 глава)             | Победа              |
| 2018                | Leo Awards             | «Лучший дизайн костюмов в драматическом сериале»              | Ривердейл (Ребекка Соренсон — Доказательство смерти: 19 глава) | Номинация           |
| 2018                | Leo Awards             | «Лучшее женское гостевое выступление в драматическом сериале» | Ривердейл (Тьера Сковбай — Изгои: 8 глава)                     | Номинация           |
| 2018                | Leo Awards             | «Лучший звуковой монтаж в драматическом сериале»              | Ривердейл (Брайан Листер — Сказки с тёмной стороны: 20 глава)  | Номинация           |
| 2018                | Dorian Awards          | «Campy TV Show of the Year»                                   | Ривердейл                                                      | Номинация           |
| 2018                | MTV Movie & TV Awards  | «Лучшее шоу»                                                  | Ривердейл                                                      | Номинация           |
| 2018                | MTV Movie & TV Awards  | «Похититель сцен»                                             | Мэделин Петш                                                   | Победа              |
| 2018                | MTV Movie & TV Awards  | «Лучший поцелуй»                                              | #VARCHIE (Кей Джей Апа и Камила Мендес)                        | Номинация           |
| 2018                | Премия «Сатурн»        | «Лучший телесериал в жанрах экшн/триллер»                     | Ривердейл                                                      | Номинация           |
| 2018                | Премия «Сатурн»        | «Лучший молодой актёр или актриса в телесериале»              | Кей Джей Апа                                                   | Номинация           |
| 2018                | Премия «Сатурн»        | «Лучший молодой актёр или актриса в телесериале»              | Коул Спроус                                                    | Номинация           |
| 2018                | Teen Choice Awards     | «Лучший драматический сериал»                                 | Ривердейл                                                      | Победа              |
| 2018                | Teen Choice Awards     | «Лучший актёр драматического сериала»                         | Кей Джей Апа                                                   | Номинация           |
| 2018                | Teen Choice Awards     | «Лучший актёр драматического сериала»                         | Коул Спроус                                                    | Победа              |
| 2018                | Teen Choice Awards     | «Лучшая актриса драматического сериала»                       | Камила Мендес                                                  | Номинация           |
| 2018                | Teen Choice Awards     | «Лучшая актриса драматического сериала»                       | Лили Рейнхарт                                                  | Победа              |
| 2018                | Teen Choice Awards     | «Лучший телезлодей»                                           | Марк Консуэлос                                                 | Победа              |
| 2018                | Teen Choice Awards     | «Лучший прорыв: актёр телесериала»                            | Ванесса Морган                                                 | Победа              |
| 2018                | Teen Choice Awards     | «Похититель сцены»                                            | Ванесса Морган                                                 | Победа              |
| 2018                | Teen Choice Awards     | «Вспышка гнева»                                               | Мэделин Петш                                                   | Победа              |
| 2018                | Teen Choice Awards     | «Лучшая пара телесериала»                                     | #VARCHIE (Кей Джей Апа и Камила Мендес)                        | Номинация           |
| 2018                | Teen Choice Awards     | «Лучшая пара телесериала»                                     | #BUGHEAD (Лили Рейнхарт и Коул Спроус)                         | Победа              |
| 2018                | Teen Choice Awards     | «Лучший поцелуй»                                              | #BUGHEAD (Лили Рейнхарт и Коул Спроус)                         | Победа              |
| 2018                | People’s Choice Awards | «Лучший драматический сериал»                                 | Ривердейл                                                      | Победа              |
| 2018                | People’s Choice Awards | «Лучший драматический актёр»                                  | Кей Джей Апа                                                   | Номинация           |
| 2018                | People’s Choice Awards | «Любимая телеактриса»                                         | Камила Мендес                                                  | Номинация           |
| 2018                | People’s Choice Awards | «Любимый телеактёр»                                           | Коул Спроус                                                    | Номинация           |
| 2019                | Dorian Awards          | «Campy TV Show of the Year»                                   | Ривердейл                                                      | Номинация           |
| 2019                | Kids' Choice Awards    | «Любимый драматический сериал»                                | Ривердейл                                                      | Победа              |
| 2019                | Leo Awards             | «Лучшая кинематография в драматическом сериале»               | Ривердейл (Брендан Уэгама — Незабываемая ночь: 31 глава)       | Победа              |
| 2019                | Leo Awards             | «Лучшая кинематография в драматическом сериале»               | Ривердейл (Рональд Ричард — Полуночный клуб: 39 глава)         | Номинация           |
| 2019                | Leo Awards             | «Лучший продюсерский дизайн в драматическом сериале»          | Ривердейл (Тони Вольгемут — Красная георгин: 46 глава)         | Победа              |
| 2019                | MTV Movie & TV Awards  | «Лучшее шоу»                                                  | Ривердейл                                                      | Номинация           |
| 2019                | MTV Movie & TV Awards  | «Лучший поцелуй»                                              | #VEGGIE (Камила Мендес и Чарльз Мелтон)                        | Номинация           |
| 2019                | Teen Choice Awards     | «Лучший драматический сериал»                                 | Ривердейл                                                      | Победа              |
| 2019                | Teen Choice Awards     | «Лучшая актриса драматического сериала»                       | Лили Рейнхарт                                                  | Победа              |
| 2019                | Teen Choice Awards     | «Лучшая актриса драматического сериала»                       | Камила Мендес                                                  | Номинация           |
| 2019                | Teen Choice Awards     | «Лучший актёр драматического сериала»                         | Кей Джей Апа                                                   | Номинация           |
| 2019                | Teen Choice Awards     | «Лучший актёр драматического сериала»                         | Коул Спроус                                                    | Победа              |
| 2019                | Teen Choice Awards     | «Лучшая пара телесериала»                                     | #CHONI (Ванесса Морган и Мэделин Петш)                         | Номинация           |
| 2019                | Teen Choice Awards     | «Лучшая пара телесериала»                                     | #BUGHEAD (Лили Рейнхарт и Коул Спроус)                         | Победа              |
| 2019                | Премия «Сатурн»        | «Лучший телесериал в жанрах: экшн/триллер»                    | Ривердейл                                                      | Номинация           |
| 2019                | Премия «Сатурн»        | «Лучший молодой актёр или актриса в телесериале»              | Кей Джей Апа                                                   | Номинация           |
| 2019                | Премия «Сатурн»        | «Лучший молодой актёр или актриса в телесериале»              | Коул Спроус                                                    | Номинация           |
| 2019                | People’s Choice Awards | «Лучший сериал 2019»                                          | Ривердейл                                                      | Номинация           |
| 2019                | People’s Choice Awards | «Лучший драматический сериал»                                 | Ривердейл                                                      | Номинация           |
| 2019                | People’s Choice Awards | «Любимая телеактриса»                                         | Камила Мендес                                                  | Номинация           |
| 2019                | People’s Choice Awards | «Любимая телеактриса»                                         | Лили Рейнхарт                                                  | Номинация           |
| 2019                | People’s Choice Awards | «Любимый телеактёр»                                           | Кей Джей Апа                                                   | Номинация           |
| 2019                | People’s Choice Awards | «Любимый телеактёр»                                           | Коул Спроус                                                    | Победа              |
| 2019                | People’s Choice Awards | «Лучший драматический актёр»                                  | Лили Рейнхарт                                                  | Номинация           |
|                     |                        |                                                               |                                                                |                     |